# Marie Bierstedt
Marie Bierstedt (* 30. Oktober 1974 in Ost-Berlin) ist eine deutsche Hörbuch-, Hörspiel- und Synchronsprecherin.

## Leben
Durch ihren Vater, den Synchronsprecher Detlef Bierstedt, kam Marie Bierstedt schon früh ins Filmgeschäft. So war sie bereits in den 1980er Jahren in Serien wie Praxis Bülowbogen zu sehen. 1988 spielte sie die Hauptrolle in dem Film Die Mondjäger. Nach dem Abitur konzentrierte sie sich dann aber auf das Synchronisieren.
Marie Bierstedt ist unter anderem die deutsche Stimme von Anna Faris, Anne Hathaway, Kirsten Dunst und Kate Beckinsale. Sie synchronisiert Kristin Kreuk in der Serie Smallville und Alyson Hannigan in der Serie Buffy. Außerdem synchronisiert sie Tuva Novotny in Midsummer und Den Osynlige oder Samaire Armstrong in O.C., California, Megumi Hayashibara in Neon Genesis Evangelion, Kate Hudson in Glee, Michelle Ang in The Tribe sowie Clémence Poésy in dem Vierteiler Krieg und Frieden und Brügge sehen… und sterben?. Ebenfalls spricht sie Suiseiseki in Rozen Maiden und Winry Rockbell in Fullmetal Alchemist und Fullmetal Alchemist – Der Film: Der Eroberer von Shamballa. In der Erfolgsserie Grey’s Anatomy ist sie die deutsche Stimme von Chyler Leigh.
Von 2012 bis 2015 sprach sie Rachel Nichols in der Rolle der Kiera Cameron in der Science-Fiction-Serie Continuum. Von 2012 bis 2016 sprach sie erneut Kristin Kreuk in der CBS-Serie Beauty and the Beast. Außerdem übernahm sie die deutsche Stimme von Leslie Shay in der Serie Chicago Fire bis zu deren Serientod am Ende der zweiten Staffel.
In Oliver Dörings Hörspiel Star Wars Dark Lord (nach James Lucenos Roman Dunkler Lord – Der Aufstieg des Darth Vader) ist sie als Padawan Olee Starstone zu hören, und in der Hörspielserie Offenbarung 23 spricht sie die Freundin des Hackers Tron mit Namen Tatjana Junk alias Nolo. In der Hörspielserie Anne auf Green Gables von Titania Medien hatte Bierstedt die Hauptrolle der Anne inne. In der Benjamin-Blümchen-Hörspielserie spricht sie von Folge 100 bis Folge 134 Stella Stellini, eine Freundin von Benjamin und Otto. In der 134. Folge Abschied von Stella steigt die Figur aus der Serie aus. Außerdem liest Marie Bierstedt die Hörbücher der Reihe House of Night und Vampire Academy. 2018 erschien zudem eine von Bierstedt gelesene Romanadaption von Der Nussknacker und die vier Reiche im Hörverlag – ISBN 978-3-8445-3048-3.

## Synchronrollen (Auswahl)
Anne Hathaway
- 2006: Der Teufel trägt Prada als Andy Sachs
- 2008: Get Smart als Agent 99
- 2009: Bride Wars – Beste Feindinnen als Emma
- 2010: Alice in Wunderland als Weiße Königin
- 2010: Love and other Drugs – Nebenwirkung inklusive als Maggie Murdock
- 2010: Valentinstag als Liz
- 2011: Zwei an einem Tag als Emma Morley
- 2012: The Dark Knight Rises als Selina Kyle/Catwoman
- 2012: Les Misérables als Fantine
- 2014: Interstellar als Amelia Brand
- 2014: Song One als Franny Ellis
- 2015: Man lernt nie aus als Jules Ostin
- 2016: Alice im Wunderland: Hinter den Spiegeln als Weiße Königin/Mirana von Marmoreal
- 2016: Colossal als Gloria
- 2018: Ocean’s 8 als Daphne Kluger
- 2019: Im Netz der Versuchung als Karen Zariakas
- 2019: Glam Girls – Hinreißend verdorben als Josephine Chesterfield
- 2020: Vergiftete Wahrheit als Sarah Barlage Bilott
- 2020: Hexen hexen als Oberhexe
- 2024: Als du mich sahst als Solène Marchand

Kate Beckinsale
- 2001: Pearl Harbor als Evelyn Johnson
- 2001: Weil es dich gibt als Sarah Thomas
- 2003: Tiptoes als Carol
- 2006: Underworld: Evolution als Selene
- 2007: Engel im Schnee als Annie Marchand
- 2008: Nichts als die Wahrheit als Rachel Armstrong
- 2009: Underworld – Aufstand der Lykaner als Selene
- 2012: Underworld: Awakening als Selene
- 2012: Contraband als Kate
- 2013: Anklage: Mord – Im Namen der Wahrheit als Cate McCall
- 2014: Die Augen des Engels als Simone Ford
- 2014: Stonehearst Asylum – Diese Mauern wirst du nie verlassen als Eliza Graves
- 2015: Zufällig allmächtig als Catherine
- 2016: Love & Friendship als Lady Susan Vernon
- 2016: Underworld: Blood Wars als Selene

Kirsten Dunst
- 1997: Im Jenseits sind noch Zimmer frei als Anna Petterson
- 2000: The Crow III – Tödliche Erlösung als Erin Randall
- 2002: Spider-Man als Mary Jane Watson
- 2003: Mona Lisas Lächeln als Betty Warren
- 2004: Spider-Man 2 als Mary Jane Watson
- 2005: Elizabethtown als Claire Colburn
- 2006: Marie Antoinette als Marie-Antoinette
- 2007: Spider-Man 3 als Mary Jane Watson
- 2010: The Cat’s Meow als Marion Davies
- 2012: Upside Down als Eden
- 2015: Fargo (Fernsehserie) als Peggy Blomquist
- 2024: Civil War als Lee Smith

Anna Faris
- 2000: Scary Movie als Cindy Campbell
- 2001: Scary Movie 2 als Cindy Campbell
- 2004: Friends (Fernsehserie, 5 Folgen) als Erica
- 2006: Scary Movie 4 als Cindy Campbell
- 2013: Movie 43 als Julie
- 2013: Das hält kein Jahr…! als Chloe
- 2014–2020: Mom (Fernsehserie) als Christy Plunkett
- 2016: Keanu als Anna Faris

Jessica Alba
- 2000: Paranoid – 48 Stunden in seiner Gewalt als Chloe
- 2005: Into the Blue als Sam
- 2007: Beim ersten Mal als Jessica Alba
- 2013: Nix wie weg – vom Planeten Erde als Lena Thackleman
- 2013: Scheidungsschaden inklusive als Michelle
- 2015: Secret Agency – Barely Lethal als Victoria Knox
- 2017: Liebe hat keine Deadline als Susie

Megumi Hayashibara
- 2004: Neon Genesis Evangelion als Rei Ayanami
- 2005: Neon Genesis Evangelion: Death & Rebirth als Rei Ayanami
- 2005: Neon Genesis Evangelion: End of Evangelion als Rei Ayanami
- 2021: Evangelion: 1.11 – You Are (Not) Alone. als Rei Ayanami
- 2021: Evangelion: 2.22 – You Can (Not) Advance. als Rei Ayanami
- 2021: Evangelion: 3.33 – You Can (Not) Redo. als Rei Ayanami
- 2021: Evangelion: 3.0+1.01 – Thrice Upon a Time als Rei Ayanami

Kate Hudson
- 2003: Alex & Emma als Emma Dinsmore / Ylva / Elsa / Eldora / Anna
- 2005: Der verbotene Schlüssel als Caroline Ellis
- 2006: Ich, Du und der Andere als Molly Peterson
- 2008: Ein Schatz zum Verlieben als Tess Finnegan
- 2011: Fremd Fischen als Darcy Rhone

Kristin Kreuk
- 2001: Schneewittchen als Schneewittchen
- 2003–2008: Smallville (Fernsehserie) als Lana Lang (1. Stimme)
- 2004: Earthsea – Die Saga von Erdsee als Tenar
- 2012–2016: Beauty and the Beast (Fernsehserie) als Catherine Chandler

Joanne Froggatt
- 2011–2016: Downton Abbey (Fernsehserie) als Anna
- 2019: Downton Abbey als Anna Bates
- 2022: Downton Abbey II: Eine neue Ära als Anna Bates

Mireille Enos
- 2013: The Killing (Fernsehserie) als Sarah Linden (1. Stimme)
- 2019–2021: Hanna (Fernsehserie) als Marissa Wiegler
- 2020: The Lie als Rebecca Logan

Alyson Hannigan
- 1998–2003: Buffy – Im Bann der Dämonen (Fernsehserie) als Willow Rosenberg
- 2000, 2003: Angel – Jäger der Finsternis  (Fernsehserie) als Willow Rosenberg (3 Folgen)

Amanda Detmer
- 2000: Boys, Girls and a Kiss – Amanda Detmer als Amy
- 2007–2008: What About Brian (Fernsehserie) als Deena Greco

Shiri Appleby
- 2002: Swimfan als Amy Miller
- 2005: Havoc als Amanda

Isha Koppikar
- 2003: Nur dein Herz kennt die Wahrheit als Anita
- 2006: Don – Das Spiel beginnt als Anita

Chyler Leigh
- 2007–2012: Grey’s Anatomy (Fernsehserie) als Dr. Lexie Grey
- 2016–2021: Supergirl (Fernsehserie) als Alex Danvers

Jennifer Hale
- 2007: Cinderella – Wahre Liebe siegt als Cinderella
- 2019: Chaos im Netz als Cinderella

Clémence Poésy
- 2008: Krieg und Frieden (Fernsehserie) als Natasha Rostova
- 2020: Tenet als Barbara

Lesley-Ann Brandt
- 2010–2011: Spartacus (Fernsehserie) als Naevia
- 2011: Spartacus: Gods of the Arena (Fernsehserie) als Naevia

Ellie Kemper
- 2011: Brautalarm als Becca
- 2014: Sex Tape als Tess

Lauren German
- 2012: Hawaii Five-0 (Fernsehserie) als Lori Weston
- 2013–2015: Chicago Fire (Fernsehserie) als Leslie Shay

Marta Milans
- 2019: Shazam! als Rosa Vasquez
- 2023: Shazam! Fury of the Gods als Rosa Vasquez

### Filme
- 1994: Opfer seiner Wut – Hilary Swank als Patty Yaklich
- 1995: Nosferatu – Vampirische Leidenschaft – Alyssa Milano als Charlotte
- 1996: X – The Movie – Emi Shinohara als Arashi Kishû
- 1997: Wunden der Vergangenheit – Anna Chlumsky als Gina Weatherby
- 1998: Hell’s Kitchen – Vorhof zur Hölle – Angelina Jolie als Gloria McNeary
- 1999: Überall, nur nicht hier – Thora Birch als Mary
- 1999: Willkommen in Freak City – Samantha Mathis als Ruth Ellison
- 2002: Julius Caesar – Nicole Grimaudo als Julia
- 2004: Der SpongeBob Schwammkopf Film – Scarlett Johansson als Prinzessin Mindy
- 2006: The Fast and the Furious: Tokyo Drift – Nathalie Kelley als Neela
- 2008: Tage des Zorns – Mille Lehfeldt als Bodil
- 2008: Love Vegas – Michelle Krusiec als Chong
- 2009: Gegen jeden Zweifel – Amber Tamblyn als Ella Crystal
- 2010: Blue Valentine – Michelle Williams als Cindy
- 2011: Straw Dogs – Wer Gewalt sät – Kate Bosworth als Amy Sumner
- 2012: Love N’ Dancing – Amy Smart als Jessica Donovan
- 2013: Anna Karenina – Vittoria Puccini als Anna Karenina
- 2013: The Counselor – Andrea Deck als Watching Girl
- 2014: It’s Christmas, Carol! – Olivia Cheng als Kendra
- 2016: Ein perfektes Leben – Géraldine Pailhas als Christine Faure
- 2016: Manhattan Queen – Jennifer Lopez als Maya
- 2017: Wunder - Ali Liebert als Ms. Petosa
- 2019: Stiller Verdacht – Julie-Anne Roth als Virginie Plouermel
- 2020: The New Mutants – Alice Braga als Dr. Cecilia Reyes
- 2023: Mr. Monk’s Last Case: A Monk Movie – Caitlin McGee als Molly Evans
- 2024: Alles steht Kopf 2 - Diane Lane als Mrs. Andersen
- 2024: Maboroshi - Toa Yukinari als Misato Kikuiri

### Serien
- 1995: Die Rosen von Versailles – Miyuki Ueda als Marie-Antoinette
- 1998–2001: Dawson’s Creek – Meredith Monroe als Andrea „Andie“ McPhee
- 2004, 2006: O.C., California – Samaire Armstrong als Anna Stern
- 2007: Ghost Whisperer – Stimmen aus dem Jenseits – Jud Tylor als Sandy
- 2007: Samurai 7 – Fumiko Orikasa als Kirara Mikumari
- 2007: Solty Rei – Sayaka Oohara als Miranda Maverick
- 2007–2011: My Name Is Earl – Jaime Pressly als Joy Turner
- 2008–2010: One Tree Hill – Danneel Ackles als Rachel Gatina (1. Stimme)
- 2009: Fullmetal Alchemist – Megumi Toyoguchi als Winry Rockbell
- 2011–2013: Die Borgias – Ruta Gedmintas als Ursula Bonadeo
- 2011–2014: White Collar – Gloria Votsis als Alex Hunter
- 2012–2013: Breaking Bad – Laura Fraser als Lydia Rodarte-Quayle
- 2012: Terra Nova – Shelley Conn als Dr. Elisabeth Shannon
- 2012–2013: Spartacus – Cynthia Addai-Robinson als Naevia
- 2012–2015: Continuum – Rachel Nichols als Kiera Cameron
- 2013: Law & Order: LA – Megan Boone als Deputy D.A. Lauren Stanton
- 2013: Bored to Death – Heather Burns als Leah
- 2013: Smash – Katharine McPhee als Karen Cartwright
- 2013–2014: Dallas – Julie Gonzalo als Pamela Barnes/Rebecca Sutter
- 2014–2015: Revenge – Karine Vanasse als Margaux LeMarchal
- 2015: Stalker – Tara Summers als Tracy Wright
- 2015–2016: Show Me a Hero – Ilfenesh Hadera als Carmen Febles
- 2015–2017: Sense8 – Bae Doona als Sun Bak
- 2016–2022: Westworld – Evan Rachel Wood als Dolores Abernathy
- seit 2017: S.W.A.T. – Brooke Nevin als Ally (Episode: Suspendiert)
- 2018: Gotham – Crystal Reed als Sofia Falcone
- seit 2019: The Boys – Dominique McElligott als Maggie Shaw / Queen Maeve
- 2019, 2021: Lucifer – Inbar Lavi als Eva
- 2020: Navy CIS: New Orleans für Allie McCulloch als Lisa
- 2020–2024: Star Trek: Discovery für Annabelle Wallis als Computerstimme der Discovery (Sphärendaten)
- 2022: Navy CIS: Hawaiʻi für Kate Cobb als Jenny Alika
- seit 2022: The Lincoln Lawyer – Neve Campbell als Maggie McPherson
- 2024: The Penguin – Cristin Milioti als Sofia Falcone / Der Hangman

## Hörspiele (Auswahl)
- 2008 (BookBeat: 2017): Star Wars: Dark Lord (Hörspiel, nach dem Roman Dunkler Lord: Der Aufstieg des Darth Vader von James Luceno) als Olee Starstone – Buch und Regie: Oliver Döring – ISBN 978-3-8291-2157-6
- 2014: Lady Bedfort Folge 70: Lady Bedfort und der Mann mit der grünen Trompete
- 2014: The Cruise – Eine Kreuzfahrt wird zum Horrortrip. Hörspiel-Podcast, WDR[2]
- 2017: Monster 1983, Lübbe Audio & Audible, als Vicky
- 2020: Der junge Sherlock Holmes 2: Die Königin der Ratten, floff publishing/Audible

## Hörbücher (Auswahl)
- 2010: Biss zum ersten Sonnenstrahl: Das kurze zweite Leben der Bree Tanner von Stephenie Meyer, Hörbuch Hamburg – ISBN 978-3-86742-080-8
- 2011: Sheridan Winn: Vier zauberhafte Schwestern und die große Versöhnung, der Audio Verlag, ISBN 978-3-86231-110-1
- 2011: Blutbraut – von Lynn Raven (gemeinsam mit Gerald Paradies und Adam Nümm), der Hörverlag – ISBN 978-3-86717-814-3
- 2013: STERNZEICHEN SKORPION: Liebe, Erfolg, Gesundheit, Argon Verlag, ISBN 978-3-7324-0109-3 (Hörbuch-Download)
- 2009–2014: House of Night, Reihe von P. C. Cast und Kristin Cast (Lübbe Audio)
- 2015: Der Glanz von Südseemuscheln von Regina Gärtner (Audible exklusiv)
- 2018: Der Nussknacker und die vier Reiche. Das Geheimnis der Reiche (Romanadaption), Der Hörverlag, ISBN 978-3-8445-3048-3
- 2020: Zeiten des Sturms – von Nele Neuhaus, Hörbuch Hamburg, ISBN 978-3-95713-072-3
- 2021: Und dann war es Liebe – von Lorraine Brown, Lübbe Audio, ISBN 978-3-7857-8322-1 (Ungekürzt: Audible)
- 2022: Meisterdetektivin Dr. Alice und die Teufel von Transvaal – von Alice LeBain-Chester, Fritzi Records, ISBN 978-3-86473-855-5 (Hörbuch-Download, gemeinsam mit Sascha Rotermund)
- 2022: Das Leuchten hinter dem Sturm – von Sabaa Tahir, Lübbe Audio/Audible, (Elias & Laia 4, gemeinsam mit Maximilian Artajo, Julia Stoepel, Reinhard Kuhnert & Sabine Arnhold)
- 2022: Rebecca Serle: In fünf Jahren, der Hörverlag, ISBN 978-3-8445-4598-2 (Hörbuch-Download)
- 2023: Merit Niemeitz: No Longer Lost, Lübbe Audio, ISBN 978-3-96635-279-6 (Hörbuch Download, mit Josia Krug, Mulberry Mansion 2)
- 2023: Anna Savas: Hold Me (Hörbuch-Download, Teil 1 der Serie „New England School of Ballet“, gemeinsam mit Sebastian Fitzner), Lübbe Audio, ISBN 978-3-96635-309-0
- 2023: Ava Reed: Tough Choices (Hörbuch-Download, Teil 3 der Serie „Whitestone Hospital“ gemeinsam mit Tim Schwarzmaier) Lübbe Audio
- 2024: Kira Licht: Rendezvous auf der Titanic (Hörbuch-Download, Teil 1 der Serie „A Spark of Time“, gemeinsam mit Julian Tennstedt), Lübbe Audio, ISBN 978-3-7540-1300-7 (Hörbuch-Download)
- 2024: Sangu Mandanna: Miss Moons höchst geheimer Club für ungewöhnliche Hexen, der Hörverlag – ISBN 978-3-8371-6756-6 (Hörbuch-Download)
- 2025: Sandra Grimm: Das große Knuspertorten-Abenteuer, der Audio Verlag, ISBN 978-3-7424-3461-6 (Mimi Zuckerperle und die Zauberbäckerei - Band 3)
- 2025: Richelle Mead: Schicksalsbande (Hörbuch-Download, Teil 6 der Serie „Vampire Academy“), Lübbe Audio, ISBN 978-3-96635-545-2